# داریو آلوارس
داریو آلوارس (انگلیسی: Darío Álvarez؛ زادهٔ ۱۷ ژانویهٔ ۱۹۸۹) بازیکن بیس‌بال اهل جمهوری دومینیکن است.
از باشگاه‌هایی که در آن بازی کرده‌است می‌توان به تگزاس رنجرز اشاره کرد.
وی در مسابقات کشوری و بین‌المللی در مجموع برندهٔ ۱ مدال برنز شده‌است.